# Creoleon parallelus
Creoleon parallelus är en insektsart som först beskrevs av Banks 1911.  Creoleon parallelus ingår i släktet Creoleon och familjen myrlejonsländor. Inga underarter finns listade i Catalogue of Life.